# William Cecil, III marchese di Exeter
William Alleyne Cecil, III marchese di Exeter (30 aprile 1825 – 14 luglio 1895), è stato un nobile e politico inglese.

## Biografia

### Infanzia
Era il figlio maggiore di Brownlow Cecil, II marchese di Exeter, e di sua moglie, Isabella Poyntz, figlia di William Poyntz. Studiò alla St John's College di Cambridge.

### Carriera politica
È stato eletto alla Camera dei Comuni per il South Lincolnshire nel 1847, carica che mantenne fino al 1857, e North Northamptonshire (1857-1867).
Ha servito sotto il conte di Derby come Tesoriere della Casa (1866-1867).
Quando successe al padre nel marchesato entrò nella Camera dei lord. Nel marzo 1867 Derby lo nominò capitano della onorevole Corpo dei Signori d'arme, incarico che ha ricoperto fino al dicembre 1868. Nel 1866 è stato ammesso al Consiglio della Corona.

### Matrimonio
Sposò, il 17 ottobre 1848, Lady Georgina Pakenham (1828-26 marzo 1909), figlia di Thomas Pakenham, II conte di Longford e di Lady Georgiana Lygon, dalla quale ebbe nove figli.

### Morte
Morì il 14 luglio 1895, all'età di 70 anni. La marchesa di Exeter morì nel marzo 1909.

## Discendenza
Dal matrimonio tra William Cecil e Lady Georgina Pakenham nacquero:
- Brownlow Cecil, IV marchese di Exeter (1849-1898)
- Lord Francis Horace Pierrepont (5 luglio 1851-23 giugno 1889), sposò Edith Brookes, ebbero cinque figli;
- Lady Isabella Georgiana Katherine (1853-29 ottobre 1917), sposò William Battie-Wrightson, non ebbero figli;
- Lord William (2 novembre 1854-16 aprile 1943), sposò in prime nozze Mary Tyssen-Amherst, ebbero quattro figli, sposò in seconde nozze Viola Freer, non ebbero figli;
- Lady Catherine Sarah (8 aprile 1861-14 marzo 1918), sposò Henry de Vere Vane, IX barone Barnard, ebbero tre figli;
- Lady Frances Emily (1863-23 dicembre 1951);
- Lady Louisa Alexandrina (1865-28 luglio 1950);
- Lord John Pakenham Joicey-Cecil (3 marzo 1867-25 giugno 1942)
- Lady Louisa Mary Wellesley (?-1930), sposò James Hozier, II barone Newlands, non ebbero figli.

## Ascendenza
|                                       |                |                                      | Genitori                            |  |  | Nonni |  |  | Bisnonni     |  |  | Trisnonni                            |  |
|                                       |                |                                      |                                     |  |  |       |  |  | Thomas Cecil |  |  | Brownlow Cecil, VIII conte di Exeter |  |
|                                       |                |                                      |                                     |  |  |       |  |  | Thomas Cecil |  |  | Brownlow Cecil, VIII conte di Exeter |  |
|                                       |                | Hannah Sophia Chambers               |                                     |  |  |       |  |  | Thomas Cecil |  |  |                                      |  |
| Henry Cecil, I marchese di Exeter     |                |                                      |                                     |  |  |       |  |  | Thomas Cecil |  |  |                                      |  |
|                                       |                | Charlotte Garnier                    | …                                   |  |  |       |  |  |              |  |  |                                      |  |
|                                       |                | Charlotte Garnier                    | …                                   |  |  |       |  |  |              |  |  |                                      |  |
|                                       |                | Charlotte Garnier                    | …                                   |  |  |       |  |  |              |  |  |                                      |  |
| Brownlow Cecil, II marchese di Exeter |                | Charlotte Garnier                    |                                     |  |  |       |  |  |              |  |  |                                      |  |
|                                       |                | Thomas Hoggins                       | Thomas Hoggins                      |  |  |       |  |  |              |  |  |                                      |  |
|                                       |                | Thomas Hoggins                       | Thomas Hoggins                      |  |  |       |  |  |              |  |  |                                      |  |
|                                       |                | Thomas Hoggins                       | Sarah                               |  |  |       |  |  |              |  |  |                                      |  |
| Sarah Hoggins                         |                | Thomas Hoggins                       |                                     |  |  |       |  |  |              |  |  |                                      |  |
|                                       |                | Jane Bayley                          | …                                   |  |  |       |  |  |              |  |  |                                      |  |
|                                       |                | Jane Bayley                          | …                                   |  |  |       |  |  |              |  |  |                                      |  |
|                                       |                | Jane Bayley                          | …                                   |  |  |       |  |  |              |  |  |                                      |  |
| William Cecil, III marchese di Exeter |                | Jane Bayley                          |                                     |  |  |       |  |  |              |  |  |                                      |  |
|                                       | William Poyntz | Stephen Poyntz                       |                                     |  |  |       |  |  |              |  |  |                                      |  |
|                                       | William Poyntz | Stephen Poyntz                       |                                     |  |  |       |  |  |              |  |  |                                      |  |
|                                       | William Poyntz | Anne Maria Mordaunt                  |                                     |  |  |       |  |  |              |  |  |                                      |  |
| William Stephen Poyntz                | William Poyntz |                                      |                                     |  |  |       |  |  |              |  |  |                                      |  |
|                                       |                | Isabella Courtenay                   | Kelland Courtenay                   |  |  |       |  |  |              |  |  |                                      |  |
|                                       |                | Isabella Courtenay                   | Kelland Courtenay                   |  |  |       |  |  |              |  |  |                                      |  |
|                                       |                | Isabella Courtenay                   | Elizabeth Montagu                   |  |  |       |  |  |              |  |  |                                      |  |
| Isabella Poyntz                       |                | Isabella Courtenay                   |                                     |  |  |       |  |  |              |  |  |                                      |  |
|                                       |                | Anthony Browne, VII visconte Montagu | Anthony Browne, VI visconte Montagu |  |  |       |  |  |              |  |  |                                      |  |
|                                       |                | Anthony Browne, VII visconte Montagu | Anthony Browne, VI visconte Montagu |  |  |       |  |  |              |  |  |                                      |  |
|                                       |                | Anthony Browne, VII visconte Montagu | Barbara Webb                        |  |  |       |  |  |              |  |  |                                      |  |
| Elizabeth Browne                      |                | Anthony Browne, VII visconte Montagu |                                     |  |  |       |  |  |              |  |  |                                      |  |
|                                       |                | Frances Mackworth                    | Herbert Mackworth                   |  |  |       |  |  |              |  |  |                                      |  |
|                                       |                | Frances Mackworth                    | Herbert Mackworth                   |  |  |       |  |  |              |  |  |                                      |  |
|                                       |                | Frances Mackworth                    | Juliana Digby                       |  |  |       |  |  |              |  |  |                                      |  |
|                                       |                | Frances Mackworth                    |                                     |  |  |       |  |  |              |  |  |                                      |  |